# یک شب در استانبول
یک شب در استانبول (انگلیسی: One Night in Istanbul) فیلمی در ژانر کمدی است که در سال ۲۰۱۴ منتشر شد.

## خلاصه داستان
دو تن از هواداران قدیمی لیورپول ( تامی و جری) قصد سفر به استانبول برای دیدن بازی لیورپول در فینال لیگ قهرمانان اروپا را دارند. آن‌ها در این سفر به همراه پسرانشان وارد یک سری از ماجراهای زنجیره‌وار تبهکاری واقع در هتل محل اقامتشان در این شهر می‌شوند.

## پخش فیلم
پخش این فیلم در روز ۱۰ سپتامبر ۲۰۱۴ در مجموعه تفریحی لیورپول وان با حضور استیون جرارد و بازیکن پیشین لیورپول ، جیمی کاراگر ، و چند تن از دیگر بازیکنان پیشین این تیم آغاز شد. پخش عمومی این فیلم در ۱۱ سپتامبر در بریتانیا ، ایرلند و دیگر کشورها آغاز شد.

## بازیگران
- استیون ودینگتون : تامی
- پل باربر : جری
- لوسین لاویسکونت : ژوزف
- سامانتا جانوس : کارملیا جونز
- گمژ سه‌بر : لیلا
- اینگوار اگرت سیگسون : آلتان
- مارک ووماک : تونی فیتز
- ناتاشا جونز : تیا ادواردز